# Dębowo (powiat inowrocławski)
Dębowo – wieś w Polsce położona w województwie kujawsko-pomorskim, w powiecie inowrocławskim, w gminie Janikowo.
W latach 1975–1998 miejscowość należała administracyjnie do województwa bydgoskiego.

## Media
Dębowo swoim zasięgiem obejmują media ze stolicy gminy.
- Portal miejski i gminny ejanikowo.pl - FAKTY I OPINIE[4]
- Lokalna telewizja kablowa JanSat